# Przeczulica
Przeczulica, hiperestezja (łac. hyperaesthesia) – stan, w którym występuje nadmierna wrażliwość powierzchni ciała na bodźce, takie jak dotyk, dźwięk i inne.

## Spożycie kofeiny
Nadmierne spożycie kofeiny może przez krótki czas wywoływać hiperestezję ze względu na nadmierną stymulację rdzenia kręgowego, jak również kory mózgu i rdzenia przedłużonego.

Przeczytaj ostrzeżenie dotyczące informacji medycznych i pokrewnych zamieszczonych w Wikipedii.